# Поправка Ладлоу
Поправка Ладлоу — проект поправки до Конституції Сполучених Штатів, який передбачав проведення загальнодержавного референдуму щодо будь-якого оголошення війни Конгресом, за винятком випадків, коли якась держава першою напала на США. Конгресмен Луї Ладлоу (Демократ з Індіани) кілька разів вносив поправку між 1935 і 1940 роками. Прихильники поправки стверджували, що звичайні люди, які були покликані воювати і вмирати під час війни, повинні мати прямий голос з питання участі їхньої країни у військових конфліктах.

## Передумови

### Історія концепції
Ідея загальнодержавного референдуму щодо оголошення війни була вперше запропонована в 1914 році та її підтримали такі відомі політики, як тричі кандидат у президенти від Демократичної партії Вільям Дженнінгс Брайан, сенатори Роберт М. Ла Фоллетт старший і Томас П. Гор . Під час президентської виборчої кампанії 1924 року як платформа Демократичної партії, так і платформа Прогресивної партії, підтримали ідею народного голосування з питання оголошення війни, «окрім як у випадку фактичного нападу» (демократи) або «окрім як у випадку фактичного вторгнення» (прогресисти).

### Громадська підтримка і опозиція
Громадська підтримка поправки була дуже сильною протягом 1930-х років, періоду, коли в США переважали ізоляціоністські настрої, але почала слабшати, коли ситуація в Європі погіршилася наприкінці десятиліття. Опитування Gallup у вересні 1935 року виявило, що 75 % американців підтримували поправку; рівень підтримки становив 71 % у 1936 році та 73 % у 1937 році. У січні 1938 року, коли в Конгресі було голосування за поправку, 68 % населення США все ще її підтримували. Однак, вже в березні 1939 року підтримка впала до 61 %; а через шість місяців, після німецького вторгнення до Польщі, підтримка поправки впала до 51 %. Крім того, журнал Good Housekeeping, Національна рада із запобігання війні та Роджер Неш Болдвін, президент Американської спілки захисту громадянських свобод, Роуз Вайлдер Лейн, журналістка та письменниця, схвалювали поправку.
Були й ті, що виступали проти поправки. Сенатор від Мічигану Артур Г. Ванденберг, який зазвичай був ізоляціоністом, провів аналогію між ідеєю поправки та голосуванням у надзвичайних випадках. Він порівняв вимогу голосування щодо оголошення війни із вимогою скликати міські збори, перш ніж дозволити пожежній частині погасити вогонь. Журналіст Волтер Ліппманн стверджував, що поправка унеможливить «превентивну дипломатію» і, у випадку нестерпної провокації, створить ситуацію, коли не залишиться буде жодного засобу, окрім тотальної війни, яку доведеться вести, коли США опиниться в найневигіднішому становищі. Протестантський богослов Рейнгольд Нібур виступив проти поправки, заявивши, що війна є сферою політики, де чиста демократія є найбільш руйнівною.

## Інцидент із кораблемUSS Panayта голосування в Конгресі в 1938 році
Бомбардування судна USS Panay японськими літаками 12 грудня 1937 року дало імпульс дебатам в Конгресі щодо поправки. Канонерський човен Panay стояв на якорі в річці Янцзи поблизу Нанкіна, Китай, і ходив під американським прапором. Президент Франклін Д. Рузвельт обговорив зі своєю командою та вищим військовим командуванням можливість економічної або військової відповіді Японії. Однак Рузвельт відмовився від цієї ідеї, коли зрозумів, що не було загального обурення та вимоги помсти, і що, насправді, мирні настрої в країні фактично зміцнилися. «Нам слід зрозуміти, що настав час зайнятися своїми справами», — заявив демократ від Техасу Морі Маверік у Палаті представників. Через два дні після затоплення USS Panay Конгрес розглянув поправку Ладлоу. Адміністрація Рузвельта намагалася продовжувати тримати законопроект у Юридичному комітеті Палати представників, де він був похований с тих пір, як Ладлоу вніс поправку в 1935 році; але наприкінці 1937 року поправка отримала достатню підтримку Конгресу, включаючи підписи майже половини демократів у Палаті представників, для голосування Палати представників щодо початку процедури обговорення запропонованої поправки в Палаті.
Ближче всього до успіху в справі просування в законодавчій процедурі поправка була 10 січня 1938 року. Однак, Конгрес відхилив її 209 голосами проти 188. Різниця в голосах могла бути забезпечена Міністром пошти та телеграфу Джеймсом Фарлі, якого Рузвельт попросив схилити голоси конгресменів ірландського походження, які були ізоляціоністами, проти поправки. Незважаючи на побоювання Рузвельта, за поправку проголосувало значно менше необхідних для подальшого ухвалення конституційної поправки двох-третин конгресменів в обох палатах Конгресу (290 у Палаті представників).
Перед голосуванням щодо винесення поправки на обговорення спікер Палати представників Вільям Б. Бенкгед зачитав листа президента Рузвельта, в якому той зазначав: «Мушу відверто заявити, що я вважаю, що запропонована поправка є непрактичною  та несумісною з нашою представницькою формою правління. Нашим урядом керує народ через представників, яких він сам обирає. З особливою одностайністю засновники США погодили таку вільну та представницьку форму правління як єдиний практичний засіб, що забезпечує, що джерелом влади є народ. Запропонована конституційна поправка зв'яже руки  будь-якому президенту в сфері зовнішніх відносин, і це призведе до того, що інші країни повірять в те, що вони можуть безкарно порушувати права Америки.»

## Текст запропонованої поправки
РОЗДІЛ 1. За винятком випадків вторгнення в Сполучені Штати або їхні територіальні володіння та нападу на їхніх громадян, які там проживають, повноваження Конгресу оголошувати війну не набувають чинності, доки їх не буде підтверджено більшістю всіх голосів тих, хто взяв участь загальнодержавному референдумі з питання оголошення війни. Конгрес, якщо він вважає, що існує національна криза, може шляхом аналогічної резолюції [постанова Конгресу, що приймається окремо обома палатами] передати питання про війну чи мир на розгляд громадян США. Питання, яке підлягає голосуванню: чи мають Сполучені Штати оголосити війну ________? Конгрес може іншим чином за законом передбачити забезпечення виконання цього розділу.
РОЗДІЛ 2. Кожного разу, коли оголошується війна, Президент має негайно мобілізувати та взяти в користування Уряду все державне та приватне військове майно, двори, фабрики та запаси разом із працівниками, необхідними для їх експлуатації, визначивши компенсацію за приватне майно, тимчасово використане у воєнний період за ставкою, що не перевищує 4 відсотки на основі податкової вартості, визначеної в рік, що передував війні.